# Апатур
Апатур (др.-греч. Ἀπάτουργος, в переводе — «обманщица») — предположительное название древнегреческого города на берегу Таманского залива. Город существовал в V в. до н. э. Считался центром поклонения Афродите — богине любви и красоты. Согласно Страбону, Апатур — святилище Афродиты . 
Предположительно, город погиб из-за повышения уровня воды Мирового океана.

## Обнаружение поселения, которое может быть Апатуром
В 2008 году следы поселения, которое предположительно может быть Апатуром, обнаружил любитель подводного плавания. Он случайно нашёл осколки керамики и целую амфору.
Остатки найденного поселения располагаются примерно в 1 км от станицы Тамань, на глубине около 3 м.

## Мифология
Культ Афродиты был очень развит на Таманском полуострове. Согласно мифам, во время Титаномахии Афродита поодиночке заманивала титанов в пещеру, где их уже поджидал Геракл .